# Municipio de Hopper (Dakota del Sur)
El municipio de Hopper (en inglés: Hopper Township) es un municipio ubicado en el condado de Aurora en el estado estadounidense de Dakota del Sur. En el año 2010 tenía una población de 82 habitantes y una densidad poblacional de 0,88 personas por km².

## Geografía
El municipio de Hopper se encuentra ubicado en las coordenadas 43°43′24″N 98°22′52″O / 43.72333, -98.38111. Según la Oficina del Censo de los Estados Unidos, el municipio tiene una superficie total de 93.53 km², de la cual 93,43 km² corresponden a tierra firme y (0,11 %) 0,1 km² es agua.

## Demografía
Según el censo de 2010, había 82 personas residiendo en el municipio de Hopper. La densidad de población era de 0,88 hab./km². De los 82 habitantes, el municipio de Hopper estaba compuesto por el 87,8 % blancos, el 10,98 % eran de otras razas y el 1,22 % eran de una mezcla de razas. Del total de la población el 10,98 % eran hispanos o latinos de cualquier raza.